# Experte für alles

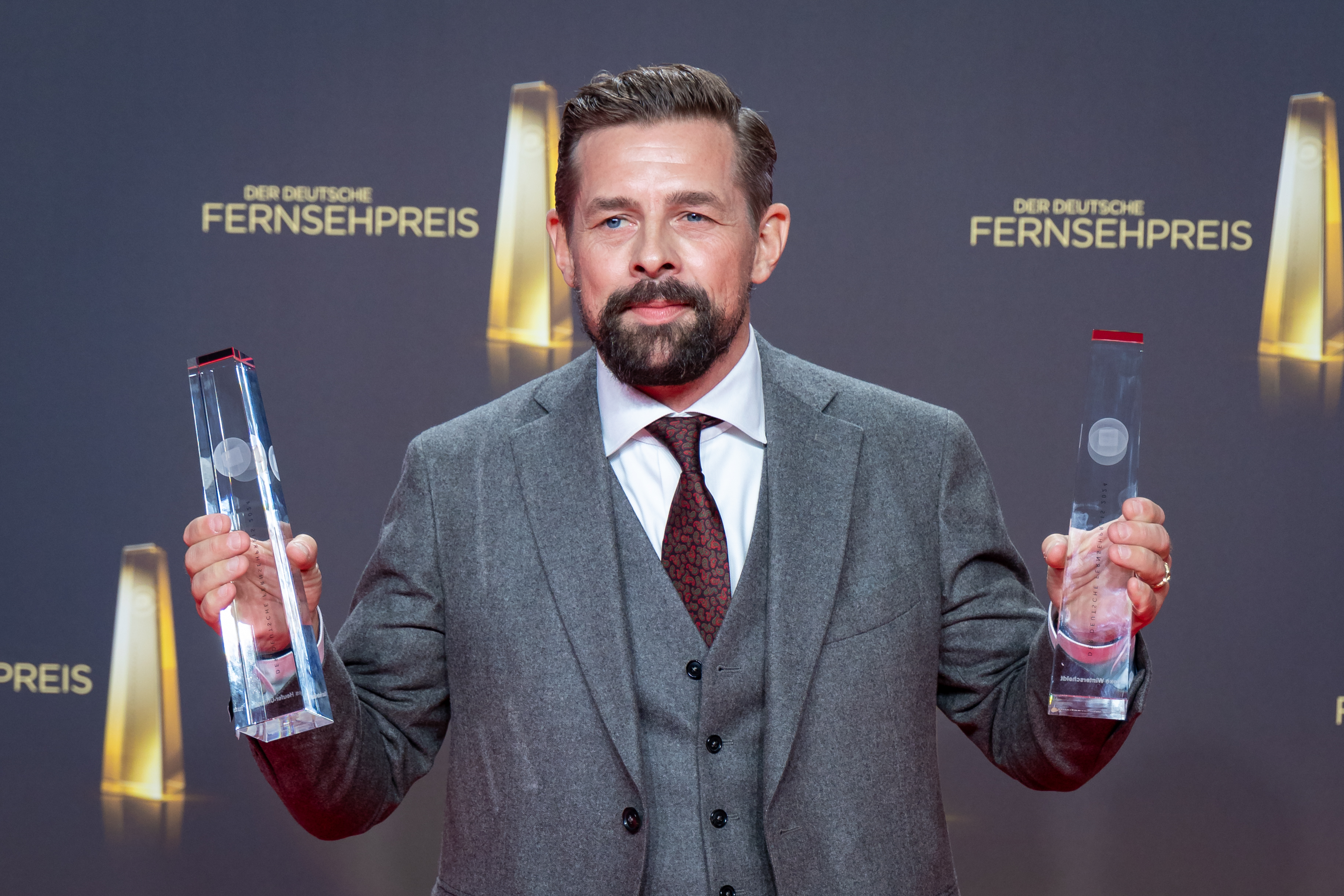
Moderator Klaas Heufer-Umlauf

Die Fernsehsendung Experte für alles mit dem Moderator Klaas Heufer-Umlauf ist ein satirisches Comedyformat auf ProSieben und dem Streaminganbieter Joyn.

## Geschichte
In der letzten Folge seiner Sendung Late Night Berlin kündigte Heufer-Umlauf im März 2025 überraschend das Ende der Late-Night-Show an. Im Abspann dieser Folge wurde für den 22. April 2025 eine Ankündigung angedeutet. Ab diesem Tag wird jeweils dienstags, um 21:25 Uhr eine neue Ausgabe der Sendung auf ProSieben und Joyn erscheinen.

## Konzept
Experte für Alles ist konzipiert als eine Art Verbrauchermagazin, in welchem große und kleine Fragen des Alltags geklärt werden. Elemente sind dabei vorab aufgezeichnete Einspieler sowie Sequenzen aus dem Studio. In den ersten beiden Folgen wurden beispielsweise Cannabis aus der Apotheke mit jenem von Dealern verglichen, ausgetestet ob es einen Promibonus gibt und ein Reifenwechsel durchgeführt. Neben dem Erkenntnisgewinn ist die humorvolle Unterhaltung ein dominierender Aspekt. Klaas Heufer-Umlauf erfährt jeweils erst im Laufe der Aufzeichnung von den Themen, welche behandelt werden. Im Studio sind regelmäßig Prominente wie Palina Rojinski, Nina Chuba und Elyas M’Barek zu Gast. Produziert wird die Sendung von Florida Entertainment.

## Folgen
| Folge | Erstausstrahlung | Showinhalt                                                                       | Dauer   | Gäste                                                                        | Live aus                  | Wetter                                        |
| ----- | ---------------- | -------------------------------------------------------------------------------- | ------- | ---------------------------------------------------------------------------- | ------------------------- | --------------------------------------------- |
| 1.01  | 22. April 2025   | Cannabis-Test, Reifenwechsel mit Shirin David und Palina beim Erfolgs-Coaching   | 53 min. | Shirin David Palina Rojinski                                                 | Santa Teresa (Costa Rica) | sonnig / 31 °C / schwacher Wind aus NO        |
| 1.02  | 29. April 2025   | Mythos Promibonus, Percy als Eisexperte und das Hypnose-Experiment               | 45 min. | Tedros Teclebrhan                                                            | Barstow (Kalifornien)     | sonnig / 28 °C / schwacher Wind aus S         |
| 1.03  | 6. Mai 2025      | Nina Chuba wohnt im ICE und Elyas M'Barek versucht Klaas anzulügen               | 46 min. | Nina Chuba Elyas M'Barek                                                     | Shizuoka (Japan)          | Regen / 14 °C / schwacher Wind aus N          |
| 1.04  | 13. Mai 2025     | Blau machen mit Matthias Schweighöfer und Gedächtnistraining mit Sophie Passmann | 44 min. | Matthias Schweighöfer Sophie Passmann                                        | Amalfi Küste (Italien)    | bewölkt / 20 °C / leichter Wind aus S         |
| 1.05  | 27. Mai 2025     | Einrichtungstipps von Joko und Palina klärt Gerüchte auf                         | 43 min. | Joachim Winterscheidt Palina Rojinski                                        | San José (Kolumbien)      | sonnig / 21 °C / schwacher Wind aus SO        |
| 1.06  | 3. Juni 2025     | Schmerzen unterdrücken mit Timon Krause und Verhandlungsmethoden in der Praxis   | 50 min. | Timon Krause                                                                 | Pilbara (Australien)      | Regen / 19 °C / Windböen aus O                |
| 1.07  | 10. Juni 2025    | Abzocke im Urlaub mit dem „Intimate“-Cast und Whiskey-Verkostung mit den Wolters | 47 min. | Dennis Wolter Benni Wolter Oskar Belton Emil Belton Leonard Fuchs Max Mattis | Seoul (Südkorea)          | wolkig / 22 °C / schwacher Wind aus N         |
| 1.08  | 17. Juni 2025    | Kinder entscheiden für Apache und Till Reiners wird Online-Dating-Experte        | 49 min. | Apache 207 Till Reiners                                                      | San Juan (Puerto Rico)    | leicht bewölkt / 27 °C / schwacher Wind aus O |